# Агустін Оріон
Агустін Оріон (ісп. Agustín Orión, нар. 26 червня 1981, Буенос-Айрес) — аргентинський футболіст, воротар клубу «Бока Хуніорс» та національної збірної Аргентини.
Тричі вигравав чемпіонат Аргентини у складі трьох різних команд.

## Клубна кар'єра
У дорослому футболі дебютував 2002 року виступами за команду клубу «Сан-Лоренсо», в якій провів дев'ять сезонів, взявши участь у 98 матчах чемпіонату. 
Протягом 2010—2011 років захищав кольори команди клубу «Естудьянтес».
До складу клубу «Бока Хуніорс» приєднався 2011 року. Відтоді встиг відіграти за команду з Буенос-Айреса 85 матчів в національному чемпіонаті.
З кожним зі своїх трьох клубів по одному разу вигравав чемпіонат Аргентини.

## Виступи за збірну
2011 року дебютував в офіційних матчах у складі національної збірної Аргентини. Наразі провів у формі головної команди країни 3 матчі.
У складі збірної був учасником розіграшу Кубка Америки 2007 року у Венесуелі, де разом з командою здобув «срібло».
Зазвичай є третім резервним голкіпером національної збірної, поступаючись місцем на полі Серхіо Ромеро і Маріано Андухару.
| Дата       | Місто   | Господарі | Результат | Гості     | Турнір           | Голи | Примітки |
| ---------- | ------- | --------- | --------- | --------- | ---------------- | ---- | -------- |
| 15/09/2011 | Кордова | Аргентина | 0 – 0     | Бразилія  | товариський матч | -    |          |
| 29/09/2011 | Белен   | Бразилія  | 2 – 1     | Аргентина | товариський матч | -2   |          |
| Усього     |         | Матчів    | 2         |           | Голів            | -2   |          |

## Титули і досягнення
- Чемпіон Аргентини (4):

«Сан-Лоренсо»:  Клаусура 2007
«Естудьянтес»:  Апертура 2010
«Бока Хуніорс»:  Апертура 2011, 2015
- Володар Кубка Аргентини (2):

«Бока Хуніорс»:  2011-12, 2014-15
- Володар Південноамериканського кубка (1):

«Сан-Лоренсо»: 2002
- Чемпіон Чилі (1):

«Коло-Коло»: 2017
- Володар Суперкубка Чилі (2):

«Коло-Коло»: 2017, 2018
Збірні
- Віце-чемпіон світу: 2014
- Срібний призер Кубка Америки: 2007